# LSAT
La LSAT, dal programma LSAT (Lightweight Small Arms Technologies), è una mitragliatrice leggera (LMG).

## Descrizione

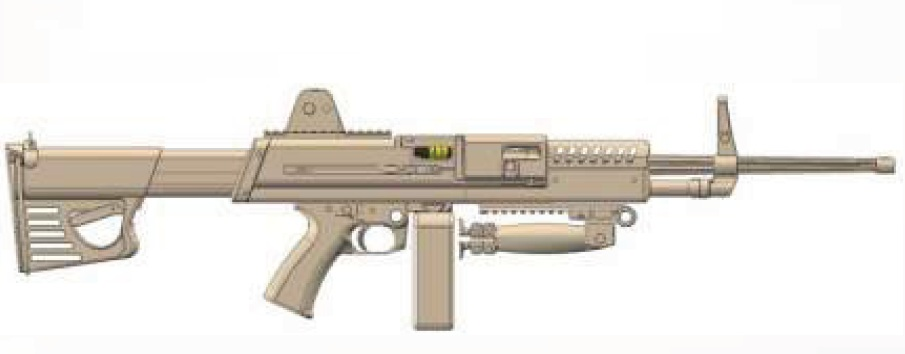
Concept della Lsat

Lo scopo del programma era quello di sviluppare una mitragliatrice leggera molto affidabile. Il programma è stato avviato nel 2004, quando il Joint Service Small Arms Program (JSSAP), ente americano creato per coordinare la standardizzazione delle armi tra i vari rami delle forze armate statunitensi, ha emanato un bando verso l'industria americana di difesa per sviluppare  e progettare una piccola arma leggera con munizioni più leggere. LMG fornisce una notevole riduzione del peso sulle armi leggere, nonché miglioramenti in altri ambiti, come la controllabilità e l'affidabilità.